# Steyr Arms
Die Steyr Arms GmbH (Eigenschreibweise STEYR ARMS; bis 2018 Steyr Mannlicher) ist ein österreichischer Schusswaffenhersteller, deren Geschichte bis zum 16. April 1864 zurückzuführen ist, als der junge Industriepionier Josef Werndl mit seinem Bruder die „Josef und Franz Werndl & Company, Waffenfabrik und Sägemühle in Oberletten“ gegründet hat.

## Geschichte
Das Unternehmen geht auf die Österreichische Waffenfabriks-Gesellschaft (ab 1926 Steyr-Werke) zurück, die 1934 in der Steyr-Daimler-Puch AG aufgingen. Der Ingenieur Ferdinand von Mannlicher hatte großen Anteil am Erfolg der Österreichischen Waffenfabriks-Gesellschaft, da er mit an der Entwicklung eines sehr erfolgreichen Repetiergewehrs (System Mannlicher) beteiligt gewesen war.
Kurz vor dem Ersten Weltkrieg erweiterte die Österreichische Waffenfabriksgesellschaft ihre Kapazitäten und betrieb einige der größten Produktions- und Entwicklungsstätten von Handfeuerwaffen weltweit. 1914 betrug der Ausstoß bereits 4000 Stück pro Tag; zudem wurden Militärfahrräder und Flugzeugmotoren gefertigt. Die Belegschaft war auf über 15.000 gewachsen. Nach dem Ersten Weltkrieg kam die Waffenproduktion zum Erliegen, wurde jedoch 1930 in Zusammenarbeit mit der Schweizer Patronenfabrik Solothurn AG wieder aufgenommen.
Nach dem Anschluss Österreichs 1938 wurden die Betriebe in die Reichswerke Hermann Göring eingegliedert und produzierten von da an Waffen für Wehrmacht und Waffen-SS. Bei der Produktion kamen neben etwa 30.000 regulär Beschäftigten auch Zwangsarbeiter aus dem KZ-Nebenlager Steyr-Münichholz, einem Außenlager des KZ Mauthausen, zum Einsatz. Nach dem Zweiten Weltkrieg musste die Waffenproduktion abermals eingestellt werden. In Absprache mit dem US-Hochkommissar konnte jedoch die Produktion von Jagdwaffen ab 1950 wieder aufgenommen werden. Mit der Wiederbegründung des österreichischen Bundesheeres 1955 wurden auch wieder Militärwaffen, insbesondere mit einer Lizenz der belgischen Fabrique Nationale Herstal das Sturmgewehr StG58, hergestellt, das das Standardgewehr (Sturmgewehr) beim österreichischen Bundesheer war, bis es ab 1977 durch das ebenfalls von Steyr Daimler Puch erzeugte Stg77 abgelöst wurde.
Von 1987 bis 1998 wurde der verstaatlichte Steyr-Daimler-Puch-Konzern aufgeteilt und verkauft. Die Waffenproduktion wurde 1989 zur Steyr Mannlicher AG. „Um der internationalen Ausrichtung des Unternehmens zu entsprechen“, erfolgte zum 1. Januar 2019 die Umfirmierung in Steyr Arms GmbH.
Der Name Mannlicher ist traditionell für Jagdwaffen wie die Repetierbüchse Mannlicher-Schönauer bekannt. Das Unternehmen produziert weiterhin Jagdwaffen, in größerer Zahl inzwischen jedoch militärische Waffen. Moderne Waffen sind unter anderen das Steyr AUG, das Steyr DMR, die Steyr Scout, die Steyr Monobloc, oder die Pistolen M-A1 und S-A1.
Der Export von 800 Präzisionsgewehren des Typs Steyr HS .50 ab dem Jahr 2004 in den Iran war Anlass für die Vereinigten Staaten, ein mittlerweile wieder aufgehobenes Waffenembargo gegen das Unternehmen zu verhängen. 2007 berichtete die Zeitung Daily Telegraph, dass bei Aufständischen im Irak über 100 Scharfschützengewehre besagten Typs gefunden worden wären. Das Unternehmen sprach von möglichen Nachbauten. Von dem für die Streitkräfte am Golf verantwortlichen U.S. Central Command wurde klargestellt, dass keine österreichischen Waffen gefunden wurden.
Seit 23. April 2024 ist das Unternehmen zu 100 % im Eigentum der tschechischen Investmentgruppe RSBC, nachdem die deutsche SMH Holding GmbH alle ihre Anteile an sie veräußert hat.

## Veröffentlichungen
- Reinolf Reisinger, Friedrich Aigner: Die Geschichte der Waffenfabrik Steyr Mannlicher, 2. Auflage, Mai 2012, ISBN 978-3-902111-41-8
- Reinolf Reisinger, Friedrich Aigner: The History Of Steyr Mannlicher, Updated and Expanded 2016, ISBN 978-3-902111-28-9
- Friedrich Aigner, Michael Janisch, Ingo Wieser: 40 Jahre StG 77 / STEYR AUG, 150 Jahre österreichische Wehrtechnik, 1. Auflage, 2019, ISBN 978-3-200-06273-3